# El Diario (Perú)
El Diario fue un periódico que actuaba como medio de propaganda del Partido Comunista del Perú - Sendero Luminoso (PCP-SL) y su vocero para la reivindicación de actos terroristas. Actualmente cuenta con una versión en línea.

## Historia
El Diario fue creado a partir del Nuevo Diario (diario sucesor de El Diario Marka), siendo el Nuevo Diario creado a partir de los ingresos obtenidos por un secuestro realizado por el Comando Revolucionario del Pueblo (CRP), una facción del Movimiento de Izquierda Revolucionaria (MIR). En 1987, el Nuevo Diario es adquirido por Oswaldo Travesaño y Luis Arce Borja, miembros de Sendero Luminoso, manteniendo a Carlos Angulo en su puesto. El nombre del periódico es cambiado a El Diario. En noviembre de 1987, Angulo renuncia al puesto y la administración es reorganizada quedando Luis Arce Borja, alias "Camarada Ramiro", al mando. En 1988, El Diario publicaría "La entrevista del siglo" donde Abimael Guzmán manifestaría sus motivaciones para iniciar su accionar terrorista y su adhesión a las ideas de Marx, Lenin y Mao. En 1989, El Diario fue dirigido internamente por la periodista Janet Talavera, alias "Camarada Ana", siendo ella su figura pública mientras Jorge Luis Durán Araujo fue el encargado que enlazaba a El Diario con el Comité Central del PCP-SL.
El Diario sería desarticulado por el GEIN en la Operación Moyano en 1992. Jorge Durán, alias "Hugo", fue detenido en ese año.

### El Diario Internacional
Con la llegada de Arce Borja a Europa se abriría El Diario Internacional con sede en Bruselas, Bélgica. El desmantelamiento de El Diario cortó el flujo de información para El Diario Internacional. Luego, Arce Borja retomaría el control de El Diario Internacional y dispondría de una versión electrónica.

## Directores
- Carlos Angulo
- Luis Arce Borja
- Jorge Luis Durán Araujo
  - Janet Talavera (directora interina)